# 청주 박광우 묘 출토유물
청주 박광우 묘 출토유물(淸原 朴光佑 墓 出土遺物)은 충청북도 청주시 서원구 남이면 수대리에 있다. 1982년 12월 17일 충청북도의 민속문화재 제6호로 지정되었다.

## 개요
조선 명종 대의 문신인 박광우 선생의 묘에서 나온 유물로, 시신을 담는 관(棺)·청동방울 7개·백자항아리 1점이다. 원래의 묘소였던 경기도 파주군 조리면 오산리에서 현재 자리로 묘를 옮길 때 발견된 유물들로, 파손이 적다.
향나무로 만든 관은 위가 넓고 아래가 좁은 직사각형 형태로, 안팍의 2중으로 되어 있다. 내관은 길이 250.5cm, 폭 69.6cm이고, 외관은 길이 280cm, 폭 99.5cm이다. 내관의 바닥에는 7개의 구멍을 불로 뚫은 널빤지가 깔려 있는데, 이것이 바로 시신 밑에 두는 칠성판(七星板)이다. 청동방울은 시신의 발 밑에서 발견되었는데, 표면에 장식이 없고 지름 2.6cm의 크기이다. 백자항아리는 조선 전기에 유행하던 부장품 중 하나로, 목이 짧고 입구가 좁은 특징을 보이며 뚜껑에는 연꽃 봉우리 모양의 꼭지가 달려 있다.

## 참고 문헌
- 청주 박광우 묘 출토유물 - 국가유산청 국가유산포털